# Космос-1267
Космос-1267 је један од преко 2400 совјетских вјештачких сателита лансираних у оквиру програма Космос.
Космос-1267 је лансиран са космодрома Тјуратам, Бајконур, СССР, 25. априла 1981. Ракета-носач Протон је поставила сателит у орбиту око планете Земље. 